# Binevenagh
Binevenagh är ett berg i Storbritannien.   Det ligger i riksdelen Nordirland, i den västra delen av landet, 600 km nordväst om huvudstaden London. Toppen på Binevenagh är 385 meter över havet, eller 382 meter över den omgivande terrängen. Bredden vid basen är 0,37 km.
Terrängen runt Binevenagh är kuperad österut, men västerut är den platt. Havet är nära Binevenagh norrut. Runt Binevenagh är det ganska tätbefolkat, med 72 invånare per kvadratkilometer.